# Departamento de Mbour
Mbour es un departamento de la región de Thiès en Senegal, con una población censada en noviembre de 2013 de 668 878 habitantes.
Se encuentra ubicado al oeste del país, cerca de la ciudad de Dakar y de la costa del océano Atlántico.